# Жвания, Давид Важаевич
Дави́д Важа́евич Жва́ния (укр. Давид Важаєвич Жванія; груз. დავით ვაჟას ძე ჟვანია Дави́т Ва́жас дзе Жва́ниа; 20 июля 1967, Тбилиси — 9 мая 2022, Новопокровка, Запорожская область) — украинский политик и предприниматель. Народный депутат Верховной Рады Украины IV—VII созывов, глава Комитета по вопросам государственного строительства и местного самоуправления (2012—2014). С февраля по сентябрь 2005 — министр по вопросам чрезвычайных ситуаций Украины (в правительстве Юлии Тимошенко).

## Биография
Родился 20 июля 1967 года в Тбилиси. Его семья была одной из самых известных в республике. Отец Давида Жвании — Важа Жвания, по образованию физик-философ, преподавал в университете. После защиты диссертации по теории абсолютного и относительного, его пригласили в ЦК Компартии Грузии на пост завотделом агитации и пропаганды для подготовки текстов выступлений для лидеров партии. Впоследствии его отец работал ректором учебного института по повышению квалификации учителей. Мать, Луиза Жвания, врач-гематолог, всю жизнь работала в железнодорожной больнице Тбилиси.
С 1973 года Давид учился в средней школе № 61 в Тбилиси, которую окончил в 1984 году с отличием, после чего поступил в Тбилисский государственный университет, который окончил в 1991 году, приобретя квалификацию экономиста по специальности планирование народного хозяйства.
В 1986—1988 годах служил в пограничных войсках.
Был с детства знаком с Бадри Патаркацишвили(соратником российского олигарха Бориса Березовского).
Во время правления Звиада Гамсахурдия покинул Грузию. Тогда же начал трудовую деятельность в ЗАО «Фирма „Торговый дом“» на должности менеджера агентского департамента, а в 1995 году был переведён на должность директора экономики и финансов.
В 1998 году назначен на должность президента предприятия «Бринкфорд Конс. (Украина) Лимитед», после чего в 2001 году занял должность главы правления ЗАО «Бринкфорд».
В 1995 году родители Жвании переехали в Киев. Они рано ушли из жизни и похоронены на Байковом кладбище.

## Политическая карьера
В политике с 2002 года. Тогда его выбрали в Верховную Раду Украины 4-го созыва как члена блока «Наша Украина». Работал в Комитете по вопросам борьбы с организованной преступностью и коррупцией.
В 2005 году — назначен на должность Министра по вопросам чрезвычайных ситуаций и по делам защиты населения от последствий Чернобыльской катастрофы при правительстве Юлии Тимошенко.
В 2004 году — заместитель руководителя штаб-квартиры блока «Наша Украина», принял активное участие в мероприятиях Оранжевой революции, члена Комитета Национального спасения (ноябрь 2004 года — январь 2005 года).
В апреле 2006 года Борис Березовский подал иск в Высокий суд Лондона против кандидатов в народные депутаты Александра Третьякова и Давида Жвании, требуя отчёта об использовании 22,85 млн долларов, которые он перечислил в 2004 году на «развитие демократии» компаниями Elgrade Limited и Goldstar Agency, которые считались близкими к Жвании и Третьякову. У олигарха возникли сомнения в том, на что были потрачены эти деньги, после того как Жвания и Третьяков «опровергли, что он вообще финансировал демократические институты». По состоянию на 2012 год, судебным приставам не удавалось вручить фигурантам иска повестки в суд.
В 2006 году избран народным депутатом Украины в парламент V созыва от блока «Наша Украина», а после досрочного прекращения полномочий Верховной Рады в 2007 году был избран народным депутатом шестого созыва от блока «Наша Украина — Народная Самооборона». В парламенте V и VI созывов работал в Комитете по вопросам науки и образования, возглавлял подкомитет по вопросам интеллектуальной собственности и инновационной деятельности.
В 2005 году он был одним из основателей политической партии «Наша Украина», но в декабре 2006 года оставил её по политическим мотивам. В начале 2007 года вошел в недавно созданную общественную организацию «Народная самооборона». Являлся «фактически вторым человеком по влиянию после Юрия Луценко», — отмечал Олесь Доний.
В июне 2010 года создал и возглавил в Верховной Раде депутатскую группу «Право выбора».
В 2010—2012 годах — член партии Христианско-Демократический Союз
.
В ноябре 2010 года возглавил партию ХДС став её Секретарем (фактически — должность руководителя партии в условиях коллегиального управления, предусмотренного Уставом ХДС)
На парламентских выборах 2012 года был избран как самовыдвиженец и беспартийный от 140 одномандатного избирательного округа. Вошёл во фракцию Партии Регионов.
В Верховной Раде VII созыва возглавил Комитет по вопросам государственного строительства и местного самоуправления.
Беспартийный с 12 декабря 2012 по 30 ноября 2013 года был членом фракции Партии регионов.
27 апреля 2010 года он проголосовал за ратификацию соглашения Януковича — Медведева, то есть для продолжения пребывания Черноморского флота России на территории Украины до 2042 года.
После разгона протестующих на Евромайдане в ночь с 29 на 30 ноября 2013 года заявил о выходе из фракции Партии регионов.

## Гибель
По заявлению бывшего заместителя главы МВД Украины Антона Геращенко, Жвания погиб 9 мая 2022 года во время артиллерийского обстрела в «серой зоне» недалеко от блокпоста в селе Новопокровка Запорожской области.

## Факты
- 23 мая 2008 года в прямом эфире передачи «Свобода слова» (ICTV) депутат ВС Украины (партия НУНС) Жвания обвинил жену президента Украины Виктора Ющенко Екатерину-Клэр Чумаченко в двойном гражданстве её, её детей и нарушении законов Украины, запрещающих двойное гражданство:

Я получил гражданство Украины, отказавшись от грузинского. А жена Ющенко, став гражданкой Украины, осталась в американском гражданстве.
Оригинальный текст (укр.)Я одержав громадянство України, відмовившись від грузинського. А дружина Ющенка, ставши громадянкою України, залишилася в американському громадянстві.

- 22 июня 2008 Жвания заявил о фальсификации отравления кандидата в президенты Украины Виктора Ющенко в 2004 году. Он также назвал фальсификаторов:

Это тогдашнее руководство штаба «Нашей Украины» — руководитель и три заместителя. Не буду называть фамилии, думаю, что в ближайшее время они сами назовут себя.
Оригинальный текст (укр.)Це тодішнє керівництво штаба „Нашої України” — керівник і три замісники. Не називатиму прізвища, думаю, що в найближчий час вони самі назвуть себе.

- 21 июля 2020 года Давид Жвания в открытом заявлении на YouTube признал себя соучастником преступного захвата власти пятым президентом и его командой в 2014 году[20]. Многие СМИ распространили эти высказывания Жвании, включая открытое обращение к Генеральному прокурору Украины Ирине Венедиктовой с предложением вызвать его на допрос:

Единственное мое условие: я прошу гарантировать мне безопасность. Потому что я знаю, что такие люди, как Порошенко, легко могут заказать устранить меня.
Оригинальный текст (укр.)Єдина моя умова — я прошу гарантувати мені безпеку. Тому що я знаю, що такі люди, як Порошенко, легко можуть замовити знищити мене.

## Награды
- Орден «За заслуги» III степени (24 августа 2013) — за значительный личный вклад в государственное строительство, социально-экономическое, научно-техническое, культурно-образовательное развитие Украины, весомые трудовые достижения и высокий профессионализм[24].